# Sedupi
Sedupi is een bestuurslaag in het regentschap Muara Enim van de provincie Zuid-Sumatra, Indonesië. Sedupi telt 1511 inwoners (volkstelling 2010).